# جداشدگی شبکیه

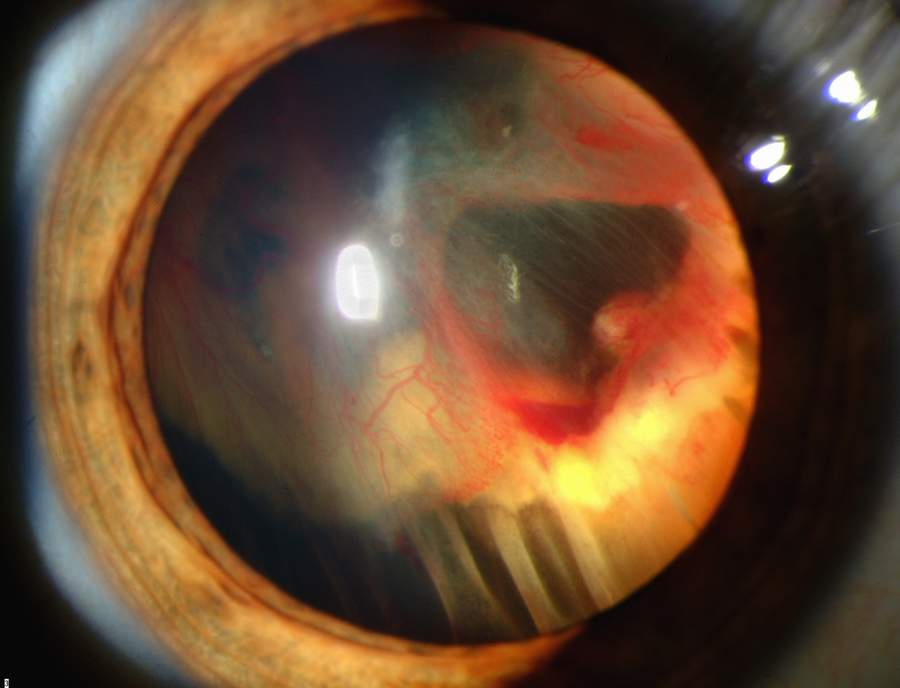
شکاف در لامپ نشان دهنده جداشدگی شبکیه.

جداشدگی شبکیه یا پارگی شبکیه (بافت گیرنده نور در پشت چشم) از سایر بافت‌های چشم. این عارضه در همه سنین و هر دو جنس دیده می‌شود. جداشدگی شبکیه یک وضعیت اورژانسی است.
علایم شامل افزایش تعداد مگسکها و جرقه‌های نور و بدتر شدن میدان دید در بخش خارجی است که این کار می‌تواند مانند پوشاندن یک پرده بر روی میدان دید تشبیه شود. جدا شدگی پرده شبکیه زمانی رخ می‌دهد که شبکیه از محل طبیعی خود کنده شود. زمانی که پرده شبکیه جدا شود، عملکرد آن مختل شده و در نتیجه بینائی فرد تار می‌شود یعنی مثل اینکه فیلم داخل دوربین از محل خود رها شود. در ۷ درصد موارد برای هر دو چشم اتفاق می‌افتد. جدا شدگی پرده شبکیه مشکل بسیار مهمی تلقی می‌شود زیرا در صورت عدم درمان، تقریباً در همه موارد منجر به کوری خواهد شد.

## علایم شایع
علایم زیر معمولاً در یک چشم رخ می‌دهد، ولی گاهی هر دو چشم درگیرند:
1. جرقه‌های نورانی در میدان بینایی (درخش‌بینی)
2. نقاط شناور در میدان بینایی
3. تاری دید
4. موج‌دار دیدن تصاویر (گاهی)
5. از دست دادن تدریجی بینایی. از آنجا که این حالت بسیار آهسته بروز می‌کند بیمار ممکن است متوجه آن نگردد.

عدم وجود درد.

## عوامل خطر
عوامل خطرآفرین در جداشدگی شبکیه شامل نزدیک بینی شدید و وجود سوراخ در شبکیه و آسیب دیدگی و سابقه خانوادگی و همچنین سابقه عمل آب مروارید است.
عوارض جداشدگی شبکیه را می‌توان با توجه به علایم خطر کاهش داد. مؤثرترین روش جلوگیری و کاهش خطر از طریق آموزش علایم اولیه و تشویق افراد به معاینه توسط چشم پزشک در صورت داشتن علایم جداشدگی پشتی زجاجیه است. معاینات اولیه اجازه می‌دهد تا سوراخهای شبکیه شناسایی شود که می‌توان آن‌ها را با لیزر یا سرمادرمانی درمان کرد این امر خطر جداشدگی شبکیه را کاهش می‌دهد به همین دلیل در مقررات حاکم در برخی ورزشها معاینات منظم چشم ضروری است.
جداشدگی شبکیه ناشی از آسیب بدنی در ورزشهای با ضرب بالا یا با سرعت بالا اتفاق می‌افتد با وجوداین که برخی توصیه می‌کنند که از فعالیت‌های افزایش دهنده فشار در چشم مانند غواصی و چتربازی احتراز شود اما دلایل کمی برای پشتیبانی این توصیه خصوصاً در افراد عادی وجود دارد با وجود این چشم پزشکان به افراد با نزدیک بینی شدید توصیه می‌کنند از فعالیت‌هایی که پتانسیل ایجاد آسیب یا افزایش فشار داخل یا روی چشم را دارند خودداری کنند.
فشار چشم هم‌زمان با هر فعالیتی مانند مانور والسالوا و سبک‌وزنی افزایش می‌یابد. یک مطالعه همه گیرشناسی پیشنهاد می‌کند بلند کردن اجسام سنگین در محل کار خطر جداشدگی شبکیه را به مقدار کم افزایش می‌دهد. در این مطالعه همچنین مشخص شد چاقی خطر جداشدگی شبکیه را افزایش می‌دهد. شاخص توده‌ای بالا و فشار خون بالا به عنوان عوامل خطر در افراد غیرنزدیک بین شناخته می‌شود.
1. آسیب چشم (پارگی شبکیه).
2. استعداد ارثی (احتمالاً).
3. تحلیل رفتن بافتی همراه افزایش سن.[۱]

## داروها
قطره‌های چشمی گشادکننده مردمک. گشاد شدن مردمک فعالیت در زمان ابتلا به این بیماری چشم در طی دوره التیام پس از جراحی را کاهش می‌دهد. اگر شما نمی‌توانید خود قطره داخل چشمتان بریزید، برای این منظور از دیگران کمک بگیرید.
داروهای آرامبخش به‌منظور کاهش اضطراب در طی دوره نقاهت توصیه می‌شود.